# Joseph Johann von Littrow
Joseph Johann von Littrow (ur. 13 marca 1781 w Bischofteinitz, zm. 30 listopada 1840) – austriacki astronom. Wieloletni dyrektor Obserwatorium Wiedeńskiego.

## Życiorys
Joseph Johann von Littroff urodził się w 1781 w niemieckojęzycznej rodzinie. W 1802 rozpoczął naukę na uniwersytecie w Pradze. Następnie przeniósł się do Wiednia, gdzie rozpoczął studia w zakresie astronomii. W 1807 został profesorem na Uniwersytecie w Krakowie. W tym samym czasie zmienił nazwisko na Littrow.
W 1809 przeniósł się do obserwatorium w Kazaniu i cztery lata później został członkiem korespondentem Rosyjskiej Akademii Nauk. W 1816 został zatrudniony w obserwatorium w Budzie, jednak trzy lata później wrócił do Wiednia. Został tam dyrektorem Obserwatorium oraz profesorem na Uniwersytecie. Funkcje te pełnił w latach 1819–1840, czyli do swojej śmierci.
Oprócz prac naukowych tworzył także książki popularne na tematy związane z astronomią. Jest m.in. autorem Die Wunder des Himmels (pol: Cuda na niebie), książki, która stała się „bestsellerem” i była wydawana przez ponad sto lat po śmierci autora.
W swoich dziełach poruszał także tematy komunikacji z ewentualnie istniejącymi istotami pozaziemskimi. Według niektórych autorów był twórcą koncepcji, w której do takiej komunikacji służyłyby głębokie kanały wykopane w kształcie figur geometrycznych i wypełnione płonącym olejem, tak, by były widziane nocą z kosmosu.
Jego uczniem był matematyk Mikołaj Braszman.